# Colorado National Monument

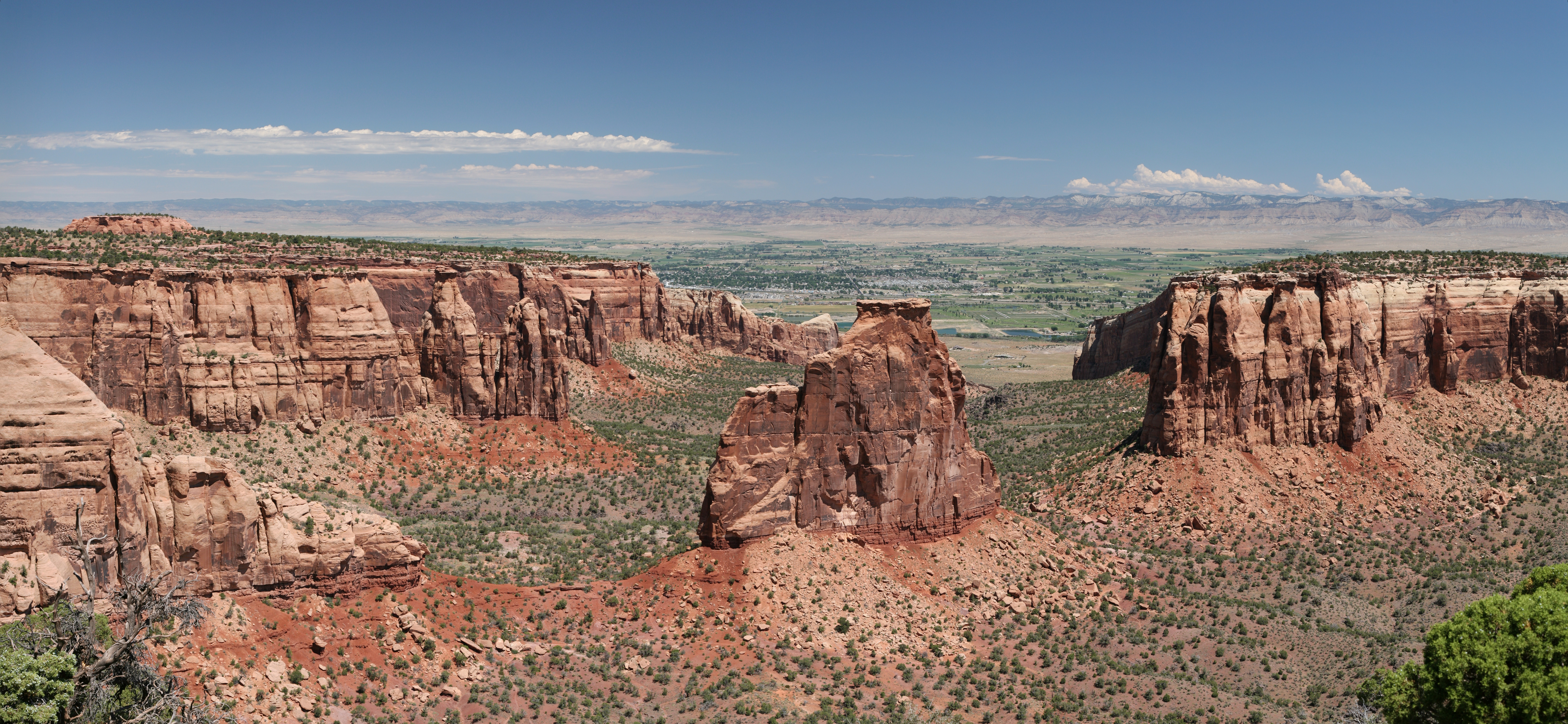

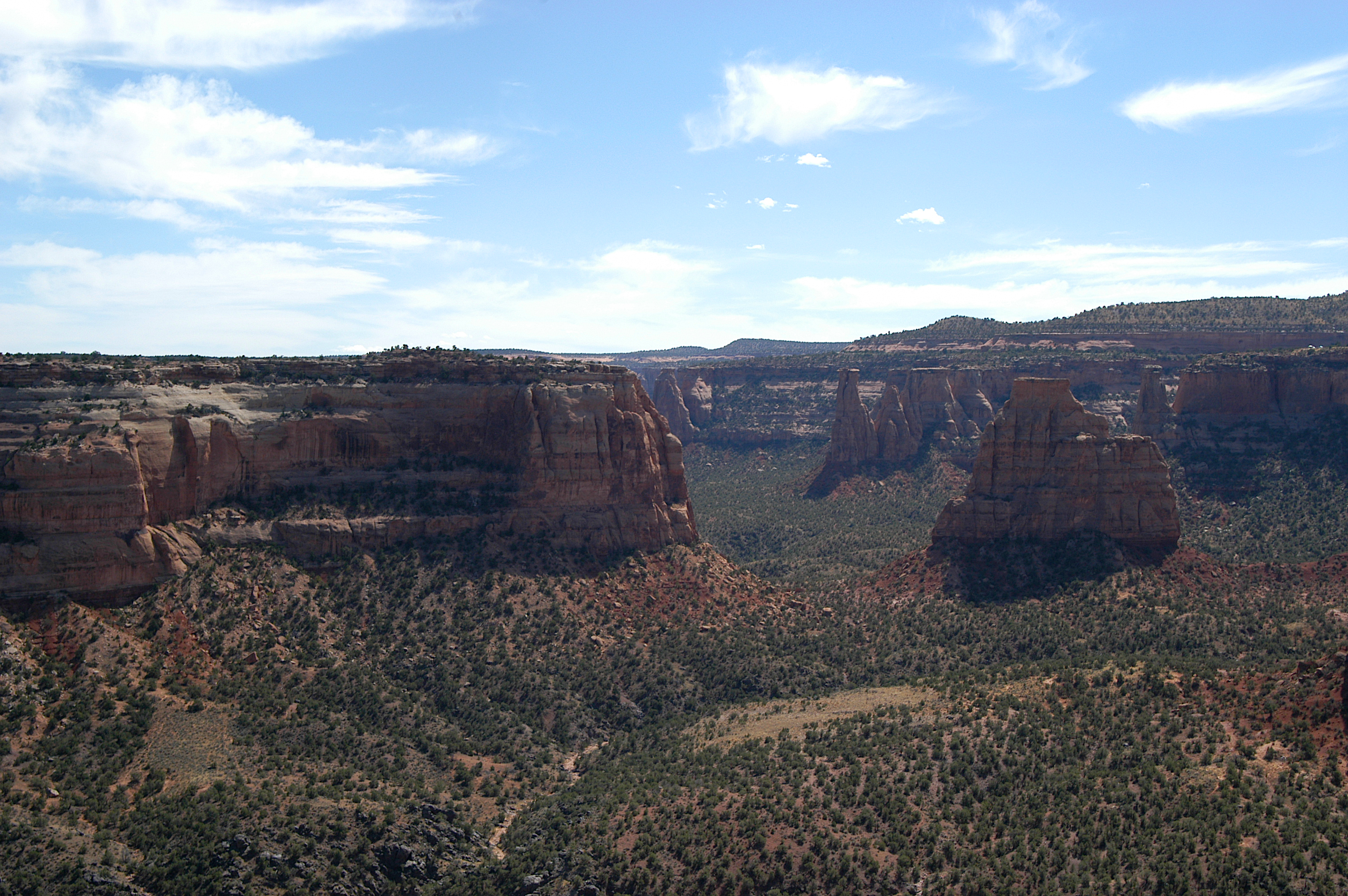
Colorado National Monument

Colorado National Monument to amerykański pomnik narodowy, znajdujący się w stanie Kolorado. Położony jest na wyżynie Kolorado, około 13 km na południowy zachód od miasta Grand Junction. Jego główną atrakcją są liczne formacje geologiczne powstałe na skutek erozji.
Pomnik został ustanowiony decyzją prezydenta Williama Howarda Tafta 24 maja 1911 roku na powierzchni około 55,64 km². W 1959 roku zmieniono jego granice. Obecnie zajmuje powierzchnię około 82,88 km². Corocznie odwiedzany jest przez około 275 tysięcy turystów. Jak wiele innych pomników narodowych zarządzany jest przez National Park Service.